# Gerbillus
Genre
Gerbillus  est un genre qui regroupe des rongeurs de la famille des muridés. Il comprend de nombreuses espèces de gerbilles localisées dans les zones arides et désertiques d'Afrique et du Proche et Moyen-Orient.

## Noms vernaculaires et noms scientifiques correspondants
Liste alphabétique des noms vernaculaires attestés en français, correspondant à des Gerbillus.

Note : certaines espèces ont plusieurs noms.

Les classifications évoluant encore, certains noms scientifiques ont peut-être un autre synonyme valide. Par exemple certaines espèces ont été déplacées dans le genre Dipodillus.
- Gerbille de l'Agag - Gerbillus agag[1]
- Gerbille d'Allenby - voir Gerbille d'Anderson[1]
- Gerbille d'Anderson - Gerbillus andersoni[1]
- Gerbille du Baluchistan - Gerbillus nanus[1]
- Gerbille charmante - Gerbillus amoenus[1]
- Gerbille champêtre - Gerbillus campestris[1],[2],[3]  (syn. Dipodillus campestris)
- Gerbille des champs - voir Gerbille champêtre[1]
- Gerbille de Cheesman - Gerbillus cheesmani[1]
- Gerbille d'Éthiopie - Gerbillus pulvinatus[1]
- Gerbille de Harrison - Gerbillus mesopotamiae[1]
- Gerbille de Henley - Gerbillus henleyi[1]
- Gerbille hespérine - Gerbillus hesperinus[1],[3]
- Gerbille de Kaiser - voir Petite gerbille à queue courte[1]
- Gerbille de Lataste - voir Gerbille à pieds velus[1]
- Gerbille de Libye - Gerbillus tarabuli[3]
- Gerbille de Mackilligin - Gerbillus mackillingini[1]  (syn. Dipodillus mackillingini)
- Gerbille naine - voir Gerbille du Baluchistan[1],[2],[3]
- Gerbille du Niger - Gerbillus nigeriae[1]
- Gerbille occidentale - Gerbillus occiduus[1],[3]
- Gerbille pâle - voir Gerbille du Pallid[1]
- Gerbille du Pallid - Gerbillus perpallidus
- Gerbille à pattes poilues - voir Gerbille à pieds velus[1]
- Gerbille à pieds velus - Gerbillus latastei[1]
- Gerbille pygmée - voir Gerbille de Henley[2],[3]
- Gerbille des rochers - voir Gerbille champêtre[1]
- Gerbille de Riggenbach - Gerbillus riggenbachi[3]
- Gerbille de Rosalinda - Gerbillus rosalinda[1]
- Gerbille de Simon - voir Petite gerbille à queue courte[1]
- Gerbille du Souss - Gerbillus hoogstraali[1],[3]
- Gerbille velue d'Inde - Gerbillus gleadowi[1]
- Gerbille de Wagner - Gerbillus dasyurus[1] (syn. Dipodillus dasyurus)
- Grande gerbille - voir Grande gerbille d'Égypte[1]
- Grande gerbille d'Aden - Gerbillus poecilops[1]
- Grande gerbille d'Égypte - Gerbillus pyramidum[2]
- Grande gerbille à queue courte - Gerbillus maghrebi[1],[3] (syn. Dipodillus maghrebi)
- Kigolo - Gerbillus pusillus[1]
- Petite gerbille - voir Petite gerbille du sable[1]
- Petite gerbille d'Égypte - voir Petite gerbille du sable[1]
- Petite gerbille à queue courte - Gerbillus simoni[2],[3] (syn. Dipodillus simoni)
- Petite gerbille du sable ou Petite gerbille de sable - Gerbillus gerbillus[1],[2],[3]
- Petite gerbille du Sahara - voir Petite gerbille du sable[1]

## Classification
Certains auteurs distinguent des sous-genres.

### Liste des sous-genres
Selon Mammal Species of the World (version 3, 2005)  (26 nov. 2010)
- Gerbillus (Gerbillus) Desmarest, 1804
- Gerbillus (Hendecapleura) Lataste, 1894

## Liste d'espèces
Selon NCBI (26 nov. 2010) :
- Gerbillus gerbillus
- Gerbillus henleyi
- Gerbillus latastei
- Gerbillus nanus
- Gerbillus nigeriae
- Gerbillus perpallidus
- Gerbillus pyramidum
- Gerbillus tarabuli

Selon Mammal Species of the World (version 3, 2005)  (26 nov. 2010) :
- sous-genre Gerbillus (Gerbillus)
  - Gerbillus acticola
  - Gerbillus agag
  - Gerbillus andersoni
  - Gerbillus aquilus
  - Gerbillus cheesmani
  - Gerbillus dongolanus
  - Gerbillus dunni
  - Gerbillus floweri
  - Gerbillus gerbillus
  - Gerbillus gleadowi
  - Gerbillus hesperinus
  - Gerbillus hoogstraali
  - Gerbillus latastei
  - Gerbillus nancillus
  - Gerbillus nigeriae
  - Gerbillus occiduus
  - Gerbillus perpallidus
  - Gerbillus pulvinatus
  - Gerbillus pyramidum
  - Gerbillus rosalinda
  - Gerbillus tarabuli
- sous-genre Gerbillus (Hendecapleura)
  - Gerbillus amoenus
  - Gerbillus brockmani
  - Gerbillus famulus
  - Gerbillus garamantis
  - Gerbillus grobbeni
  - Gerbillus henleyi
  - Gerbillus mesopotamiae
  - Gerbillus muriculus
  - Gerbillus nanus
  - Gerbillus poecilops
  - Gerbillus principulus
  - Gerbillus pusillus
  - Gerbillus syrticus
  - Gerbillus vivax
  - Gerbillus watersi
- Gerbillus burtoni
- Gerbillus mauritaniae

Selon ITIS (26 nov. 2010) :
- Gerbillus acticola Thomas, 1918
- Gerbillus agag Thomas, 1903
- Gerbillus allenbyi Thomas, 1918
- Gerbillus amoenus (de Winton, 1902)
- Gerbillus andersoni de Winton, 1902
- Gerbillus aquilus Schlitter & Setzer, 1972
- Gerbillus bilensis Frick, 1914
- Gerbillus bonhotei Thomas, 1919
- Gerbillus bottai Lataste, 1882
- Gerbillus brockmani (Thomas, 1910)
- Gerbillus burtoni F. Cuvier, 1838
- Gerbillus campestris (Loche, 1867)
- Gerbillus cheesmani Thomas, 1919
- Gerbillus cosensi Dollman, 1914
- Gerbillus dalloni Heim de Balsac, 1936
- Gerbillus dasyurus (Wagner, 1842)
- Gerbillus diminutus (Dollman, 1911)
- Gerbillus dongolanus (Heuglin, 1877)
- Gerbillus dunni Thomas, 1904
- Gerbillus famulus Yerbury & Thomas, 1895
- Gerbillus floweri Thomas, 1919
- Gerbillus garamantis Lataste, 1881
- Gerbillus gerbillus (Olivier, 1801)
- Gerbillus gleadowi Murray, 1886
- Gerbillus grobbeni Klaptocz, 1909
- Gerbillus harwoodi Thomas, 1901
- Gerbillus henleyi (de Winton, 1903)
- Gerbillus hesperinus Cabrera, 1936
- Gerbillus hoogstraali Lay, 1975
- Gerbillus jamesi Harrison, 1967
- Gerbillus juliani (St. Leger, 1935)
- Gerbillus latastei Thomas & Trouessart, 1903
- Gerbillus lowei (Thomas & Hinton, 1923)
- Gerbillus mackillingini (Thomas, 1904)
- Gerbillus maghrebi Schlitter & Setzer, 1972
- Gerbillus mauritaniae (Heim de Balsac, 1943)
- Gerbillus mesopotamiae Harrison, 1956
- Gerbillus muriculus (Thomas & Hinton, 1923)
- Gerbillus nancillus Thomas & Hinton, 1923
- Gerbillus nanus Blanford, 1875
- Gerbillus nigeriae Thomas & Hinton, 1920
- Gerbillus occiduus Lay, 1975
- Gerbillus percivali (Dollman, 1914)
- Gerbillus perpallidus Setzer, 1958
- Gerbillus poecilops Yerbury & Thomas, 1895
- Gerbillus principulus (Thomas & Hinton, 1923)
- Gerbillus pulvinatus Rhoads, 1896
- Gerbillus pusillus Peters, 1878
- Gerbillus pyramidum Geoffroy, 1825
- Gerbillus quadrimaculatus Lataste, 1882
- Gerbillus riggenbachi Thomas, 1903
- Gerbillus rosalinda St. Leger, 1929
- Gerbillus ruberrimus Rhoads, 1896
- Gerbillus simoni Lataste, 1881
- Gerbillus somalicus (Thomas, 1910)
- Gerbillus stigmonyx Heuglin, 1877
- Gerbillus syrticus Misonne, 1974
- Gerbillus tarabuli Thomas, 1902
- Gerbillus vivax (Thomas, 1902)
- Gerbillus watersi de Winton, 1901